# 吉原真里
吉原 真里（よしはら まり、Mari Yoshihara、1968年5月28日 - ）は、ハワイ在住のアメリカ文化研究者、ハワイ大学教授。ニューヨーク生まれ、東京都大田区育ち。桐蔭学園高等学校を経て、1991年東京大学教養学部教養学科卒、1997年ブラウン大学博士号取得、ハワイ大学准教授を経て教授（アメリカ研究学部）。2024年より東京大学グローバル教育センター教授を兼任。
専門はアメリカ文化史、アメリカ文学、アメリカ＝アジア文化交渉史、ジェンダー研究など。日本語の著作として『アメリカの大学院で成功する方法』、自身のオンライン・デーティングの経験を綴った『ドット・コム・ラヴァーズ』、私小説『不機嫌な英語たち』などがある。
『親愛なるレニー　レナード・バーンスタインと戦後日本の物語』で第80回日本エッセイスト・クラブ賞、第11回河合隼雄物語賞受賞。

## 著書
単著
- Embracing the East: White Women and American Orientalism, Oxford University Press, 2002
- 『アメリカの大学院で成功する方法』中公新書、2004
- Musicians from a Different Shore: Asians and Asian Americans in Classical Music, Temple University Press, 2007
- Dearest Lenny: Letters from Japan and the Making of the World Maestro, Oxford University Press, 2019
- 『ドット・コム・ラヴァーズ　ネットで出会うアメリカの女と男』中公新書、2008
- 『性愛英語の基礎知識』新潮新書、2010
- 『ヴァン・クライバーン国際ピアノ・コンクールー市民が育む芸術イヴェント』アルテスパブリッシング、2010
- 『「アジア人」はいかにしてクラシック音楽家になったのか？──人種・ジェンダー・文化資本』アルテスパブリッシング、2013
- 『親愛なるレニー　レナード・バーンスタインと戦後日本の物語』アルテスパブリッシング、2022
- 『不機嫌な英語たち』（晶文社、2023年）

共著
- 『現代アメリカのキーワード』矢口祐人と共編著、中公新書、2006

- 『私たちが声を上げるとき　アメリカを変えた10の問い』和泉真澄、坂下史子、土屋和代、三牧聖子と共著、集英社新書、2022

編著
- Unpredictable Agents: The Making of Japan's Americanists during the Cold War and Beyond, University of Hawaiʻi Press, 2021